# جوایز موسیقی بی‌بی‌سی ۲۰۱۴
جوایز موسیقی بی‌بی‌سی ۲۰۱۴ در مراسم افتتاحیه جایزه موسیقی بی‌بی‌سی برای موسیقی در سال ۲۰۱۴ بود. این مراسم جوایز در ۱۱ دسامبر ۲۰۱۴ در مرکز نمایشگاهی ارلز کورت در لندن برگزار شد که آخرین رویدادی است که از محل برگزاری پخش می‌شود. نمایش جوایز در ۱۶ ژوئن ۲۰۱۴ اعلام شد. این جوایز بزرگترین و هیجان انگیزترین هنرمندان ۱۲ ماه گذشته را به رسمیت می‌شناسند و همچنین به دنبال استعدادهای جدید در سال ۲۰۱۵ هستند. هیأتی از داوران برندگان هر دسته را تعیین کردند، به جز «ترانه سال» که توسط عموم مردم تصمیم‌گیری شد.
اد شیرن، فارل ویلیامز و سم اسمیت هر دو دو نامزد داشتند که ویلیامز برنده دو جایزه و شیرن برنده «بهترین هنرمند سال بریتانیایی» شد.

## رتبه‌بندی
این نمایش در مجموع به ۴٫۱۷ میلیون بیننده دست یافت، این برنامه پنجمین برنامه پربیننده شب بود. این نمایش در مقایسه با جوایز بریت ۲۰۱۴ در اوایل سال رتبه بالاتری را کسب کرد که توانست ۳٫۸۴ میلیون بیننده کسب کند که کمترین رتبه در تاریخ آن است.